# Salustiano de Olózaga y Almandoz
Salustiano de Olózaga (Oyón, 8 de junho de 1805 — Paris, 26 de setembro de 1873) foi um militar, escritor, advogado e político espanhol.
Estudou filosofia em Saragoça e Madri, onde também estudou direito. Foi membro da Milícia Nacional, e liberal convencido, participou como oficial defendendo o estabelecimento das Cortes de Cádiz.
Exilou-se em San Juan de Luz, França, em 1831, fugindo da política repressiva de Fernando VII, depois das revoltas de 1831. 
Apoiou Baldomero Espartero no enfrentamento à Lei de Ajuntamentos da regente Maria Cristina de Bourbon.
Foi nomeado embaixador em Paris e, após o fim do governo de Espartero, nomeado Presidente do Conselho de Ministros.